# Hedvig Rasmussen
Hedvig Lærke Berg Rasmussen (ur. 22 grudnia 1993 r. w Kopenhadze) – duńska wioślarka, brązowa medalistka igrzysk olimpijskich, brązowa medalistka mistrzostw świata, wicemistrzyni Europy.

## Igrzyska olimpijskie
W 2016 roku na igrzyskach olimpijskich w Rio de Janeiro wzięła udział w zawodach dwójek bez sternika w parze z Anną Andersen. Finał zakończyły na trzeciej pozycji, zdobywając brązowy medal. Lepsze okazały się reprezentantki Wielkiej Brytanii i Nowej Zelandii.